# Belgische landskampioenen voetbal

## Chronologisch
- 1896: FC Liégeois
- 1897: Racing Club de Bruxelles
- 1898: FC Liégeois
- 1899: FC Liégeois
- 1900: Racing Club de Bruxelles
- 1901: Racing Club de Bruxelles
- 1902: Racing Club de Bruxelles
- 1903: Racing Club de Bruxelles
- 1904: Union St Gilloise
- 1905: Union St Gilloise
- 1906: Union St Gilloise
- 1907: Union St Gilloise
- 1908: Racing Club de Bruxelles
- 1909: Union St Gilloise
- 1910: Union St Gilloise
- 1911: Cercle Brugeois
- 1912: Daring Club de Bruxelles
- 1913: Union St Gilloise
- 1914: Daring Club de Bruxelles
- 1915: Geen competitie
- 1916: Geen competitie
- 1917: Geen competitie
- 1918: Geen competitie
- 1919: Geen competitie
- 1920: FC Brugeois
- 1921: Daring Club de Bruxelles
- 1922: Beerschot AC
- 1923: Union St Gilloise
- 1924: Beerschot AC
- 1925: Beerschot AC
- 1926: Beerschot AC
- 1927: Cercle Brugeois
- 1928: Beerschot AC
- 1929: Antwerp FC
- 1930: Cercle Brugeois
- 1931: Antwerp FC
- 1932: Liersche SK
- 1933: Union St Gilloise
- 1934: Union St Gilloise
- 1935: Union St Gilloise
- 1936: Daring Club de Bruxelles
- 1937: Daring Club de Bruxelles
- 1938: Beerschot AC
- 1939: Beerschot AC
- 1940: Geen competitie
- 1941: Geen competitie
- 1942: Liersche SK
- 1943: FC Malinois
- 1944: Antwerp FC
- 1945: Geen competitie
- 1946: FC Malinois
- 1947: SC Anderlechtois
- 1948: FC Malinois
- 1949: SC Anderlechtois
- 1950: SC Anderlechtois
- 1951: SC Anderlechtois
- 1952: FC Liégeois
- 1953: FC Liégeois
- 1954: SC Anderlechtois
- 1955: SC Anderlechtois
- 1956: SC Anderlechtois
- 1957: Antwerp FC
- 1958: Standard Liège
- 1959: SC Anderlechtois
- 1960: K. Lierse SK
- 1961: Standard Liège
- 1962: SC Anderlechtois
- 1963: Standard Liège
- 1964: SC Anderlechtois
- 1965: SC Anderlechtois
- 1966: SC Anderlechtois
- 1967: SC Anderlechtois
- 1968: SC Anderlechtois
- 1969: Standard Liège
- 1970: Standard Liège
- 1971: Standard Liège
- 1972: SC Anderlechtois
- 1973: Club Brugge
- 1974: SC Anderlechtois
- 1975: RWD Molenbeek
- 1976: Club Brugge
- 1977: Club Brugge
- 1978: Club Brugge
- 1979: SK Beveren
- 1980: Club Brugge
- 1981: SC Anderlechtois
- 1982: Standard Luik
- 1983: Standard Luik
- 1984: SK Beveren
- 1985: RSC Anderlecht
- 1986: RSC Anderlecht
- 1987: RSC Anderlecht
- 1988: Club Brugge
- 1989: KV Mechelen
- 1990: Club Brugge
- 1991: RSC Anderlecht
- 1992: Club Brugge
- 1993: RSC Anderlecht
- 1994: RSC Anderlecht
- 1995: RSC Anderlecht
- 1996: Club Brugge
- 1997: K. Lierse SK
- 1998: Club Brugge
- 1999: KRC Genk
- 2000: RSC Anderlecht
- 2001: RSC Anderlecht
- 2002: KRC Genk
- 2003: Club Brugge
- 2004: RSC Anderlecht
- 2005: Club Brugge
- 2006: RSC Anderlecht
- 2007: RSC Anderlecht
- 2008: Standard Luik
- 2009: Standard Luik
- 2010: RSC Anderlecht
- 2011: KRC Genk
- 2012: RSC Anderlecht
- 2013: RSC Anderlecht
- 2014: RSC Anderlecht
- 2015: KAA Gent
- 2016: Club Brugge
- 2017: RSC Anderlecht
- 2018: Club Brugge
- 2019: KRC Genk
- 2020: Club Brugge
- 2021: Club Brugge
- 2022: Club Brugge
- 2023: R Antwerp FC
- 2024: Club Brugge
- 2025: Union St Gilloise

## Aantal per club
Tot en met seizoen 2024/2025
| Club                     | Titels |
| ------------------------ | ------ |
| RSC Anderlecht           | 34     |
| Club Brugge              | 19     |
| Union St Gilloise        | 12     |
| Standard Luik            | 10     |
| Beerschot VAC            | 7      |
| Racing Club Brussel      | 6      |
| R Antwerp FC             | 5      |
| Daring Club de Bruxelles | 5      |
| RFC de Liège             | 5      |
| KRC Genk                 | 4      |
| KV Mechelen              | 4      |
| K. Lierse SK             | 4      |
| Cercle Brugge            | 3      |
| KSK Beveren              | 2      |
| RWDM                     | 1      |
| KAA Gent                 | 1      |